# Hermya formosana
Hermya formosana là một loài ruồi trong họ Tachinidae.